# Долг (фильм, 1977)
«Долг» — советский художественный телевизионный фильм 1977 года, историческая драма, снятая по мотивам ранних рассказов Всеволода Иванова о гражданской войне в России.

## Сюжет
Фильм посвящён трагическим событиям времён установления Советской власти в Туркестане.
Посвящение во вступительной заставке:

Осень 1920 года. После тяжёлых боёв с белобандитами и басмачами на соединение с частями Красной армии продвигался отряд комиссара Селиванова…
Отряд басмачей и белоказаков громит красных, командиру которых полковник-белогвардеец обязан своей жизнью. Когда-то он поклялся не воевать против Советской власти, но теперь своего обещания не сдержал. Отправившись вместе с басмачами и казаками в погоню за уцелевшими после разгрома красными, он не может унять свою совесть и кончает жизнь самоубийством…

## В ролях
- Николай Олялин — Селиванов, комиссар
- Леонид Марков — полковник Степанов
- Юрий Назаров — Трифон, казак
- Болот Бейшеналиев — Темирбей, кузнец
- Валентин Никулин — Карнаухов
- Ануарбек Молдабеков — Дженгеев
- Римма Кабдалиева — Турсуна
- Лариса Лужина — Галина
- Виктор Уральский — Афанасий Петрович
- Анатолий Борисов — старик
- Валерий Анисимов — урядник
- Алексей Мокроусов — прапорщик
- Владимир Бершанский — есаул

### В эпизодах
- Игорь Косухин
- Александр Жарков — капитан-белогвардеец
- Олег Чудинов
- Владимир Ерёмин
- Юрий Прохоров
- Андрей Карташов
- Владимир Приходько — белогвардеец
- Александр Овчинников
- Курбан Кельджаев — басмач
- Н. Белагин
- Ата Довлетов — басмач
- Анатолий Чернышёв

В фильме принимали участие курсанты Ашхабадской специальной средней школы милиции МВД СССР.
Конные трюки: Х. Бигаев, Пётр Тимофеев.